# Peter Danielson
För politikern, se Peter Danielsson.
Peter Danielsson är en svensk sångare och gitarrist. 1993-2003 var han sångare i dansbandet Schytts. 2002 belönades han med Guldklaven. 2004-2005 sjöng han i dansbandet Lena Pålssons orkester. 2007 gick han åter till Schytts. På Svensktoppen har han som soloartist försökt få in melodierna "In My Arms Tonight" (25 maj 2003). och "Charm" (29 februari 2004)  båda misslyckades dock att gå in på listan.

### Fotnoter
1. ↑  ”Guldklaven; Vinnare genom tiderna”. Får jag lov. http://fjl.se/tidningen/guldklaven/. Läst 13 november 2018.
2. ↑  Svensktoppen - 25 maj 2003
3. ↑  Svensktoppen - 29 februari 2004